# Jozef Karcol
Jozef Karcol (16. prosince 1932 - září 1994) byl slovenský a československý politik Komunistické strany Slovenska, poslanec Slovenské národní rady a poslanec Sněmovny národů Federálního shromáždění na počátku normalizace.

## Biografie
Po provedení federalizace Československa usedl v lednu 1969 do Sněmovny národů Federálního shromáždění. Do federálního parlamentu ho nominovala Slovenská národní rada, kde rovněž zasedal. Ve FS setrval do dubna 1970, kdy v důsledku rezignace na post poslance SNR přišel i o mandát ve federálním parlamentu.